# Phygadeuon armadillidii
Phygadeuon armadillidii är en stekelart som beskrevs av Horstmann och Buergis 1991. Phygadeuon armadillidii ingår i släktet Phygadeuon och familjen brokparasitsteklar. Inga underarter finns listade i Catalogue of Life.